# Cyclocephala arnaudi
Cyclocephala arnaudi är en skalbaggsart som beskrevs av Roger Paul Dechambre 1980. Cyclocephala arnaudi ingår i släktet Cyclocephala och familjen Dynastidae. Inga underarter finns listade i Catalogue of Life.